# Jobert de Chaumont
Pour les articles homonymes, voir Jobert.
Jobert de Chaumont, ou Joibert, (v. 1140 - † v. 1203) est le fils de Rénier de Marac († 1167), seigneur de Chaumont, et de Clémence de Chaumont, héritière de la seigneurie.

## Biographie
« Sir de Chaumont et d'Autreville-sur-la-Renne jusque vers 1205, date à laquelle il cède ses domaines au comte de Champagne ».
Le comte Henri II de Champagne lui engagea l'avouerie de Condes, mais en 1182, les habitants non contents du nouveau propriétaire, remboursèrent Jobert et furent à nouveau placés sous le comte. La seigneurie comprenait alors Condes, Jonchery, Treix, Laharmand et Bonmarchais.
« En décembre 1205, Robert de Châtillon, évêque de Langres, constate que Joibert de Chaumont a renoncé à toute prétention sur la succession de dame Chaumonde, sur Chaumont et sur Autreville-sur-la-Renne. Blanche de Navarre a donné à Joibert une somme de 200 livres, plus ce qu’elle avait à Ageville, etc. »
« En décembre 1205, Renier II de Nogent déclare que son gendre, fils de Joibert de Chaumont, sera homme lige de Blanche de Navarre, et devra un mois de garde à Chaumont pour la terre d’Ageville et quelques bien à Aubepierre, ceux notamment que Blanche a donné en échange de la succession de dame Chaumonde de Chaumont. »

## Descendance
Jobert épouse en premières noces Agnès, puis Marguerite de "Benevre". Il a deux fils connus :
- Renier de Marac (v. 1170/80 - † v. 1218), qui épouse Alix de Nogent, fille de Renier II de Nogent.
- Urric de Marac (v. 1170/80 - † v. 1255), qui épouse Marguerite de Nogent, fille de Henry de Nogent.